# We Too Are One
We Too Are One je osmi studijski album britanskog sastava Eurythmics.

## Popis pjesama
Sve pjesme napisali su Annie Lennox i David A. Stewart osim gdje je drukčije navedeno.
1. "We Two Are One" - 4:32
2. "The King and Queen of America" - 4:31
3. "(My My) Baby's Gonna Cry" - 4:54
4. "Don't Ask Me Why" - 4:21
5. "Angel" - 5:10
6. "Revival" (Lennox, Stewart, Charlie Wilson, Patrick Seymour) - 4:06
7. "You Hurt Me (And I Hate You)" (Lennox, Stewart, Chucho Merchan) - 4:23
8. "Sylvia" - 4:44
9. "How Long?" - 4:41
10. "When the Day Goes Down" - 5:57

Dodatne pjesme na izdanju iz 2005.
1. "Precious" - 3:36
2. "See No Evil" - 4:14
3. "The King and Queen of America" (Dance remix) - 6:11
4. "Angel" (Choir verzija) - 5:47
5. "Last Night I Dreamt That Somebody Loved Me" (Johnny Marr, Steven Morrissey) - 3:24